# Felice Supino
Felice Buonanno Supino (Pisa, 8 gennaio 1870 – Padova, 8 settembre 1946) è stato un ittiologo e acarologo italiano.

## Biografia

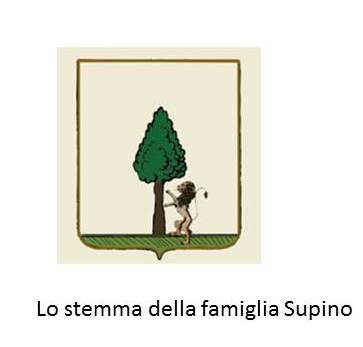
Lo stemma della famiglia Supino

Nato a Pisa, era figlio di Moisè Supino (commerciante, antiquario e pittore) e di Ottavia Levi entrambi appartenenti ad una famiglia ebraica. Laureato a Pisa in Storia Naturale nel 1894, dopo un'esperienza alla Sapienza - Università di Roma, nel 1907 divenne professore incaricato di ruolo di Zoologia Generale e Agraria presso l'Istituto Superiore Agrario di Milano, poi Facoltà di Agraria dell'Università per un trentennio (fino al 1938). Nel 1908 venne nominato primo Direttore dell'Acquario Civico e della Stazione di Biologia e Idrobiologia Applicata, ad esso annessa, incarico che lasciò dopo 20 anni. Fu acarologo e ittiologo di fama internazionale. Durante la prima guerra mondiale aveva anche tenuto, a titolo gratuito, l'incarico del corso di Entomologia.

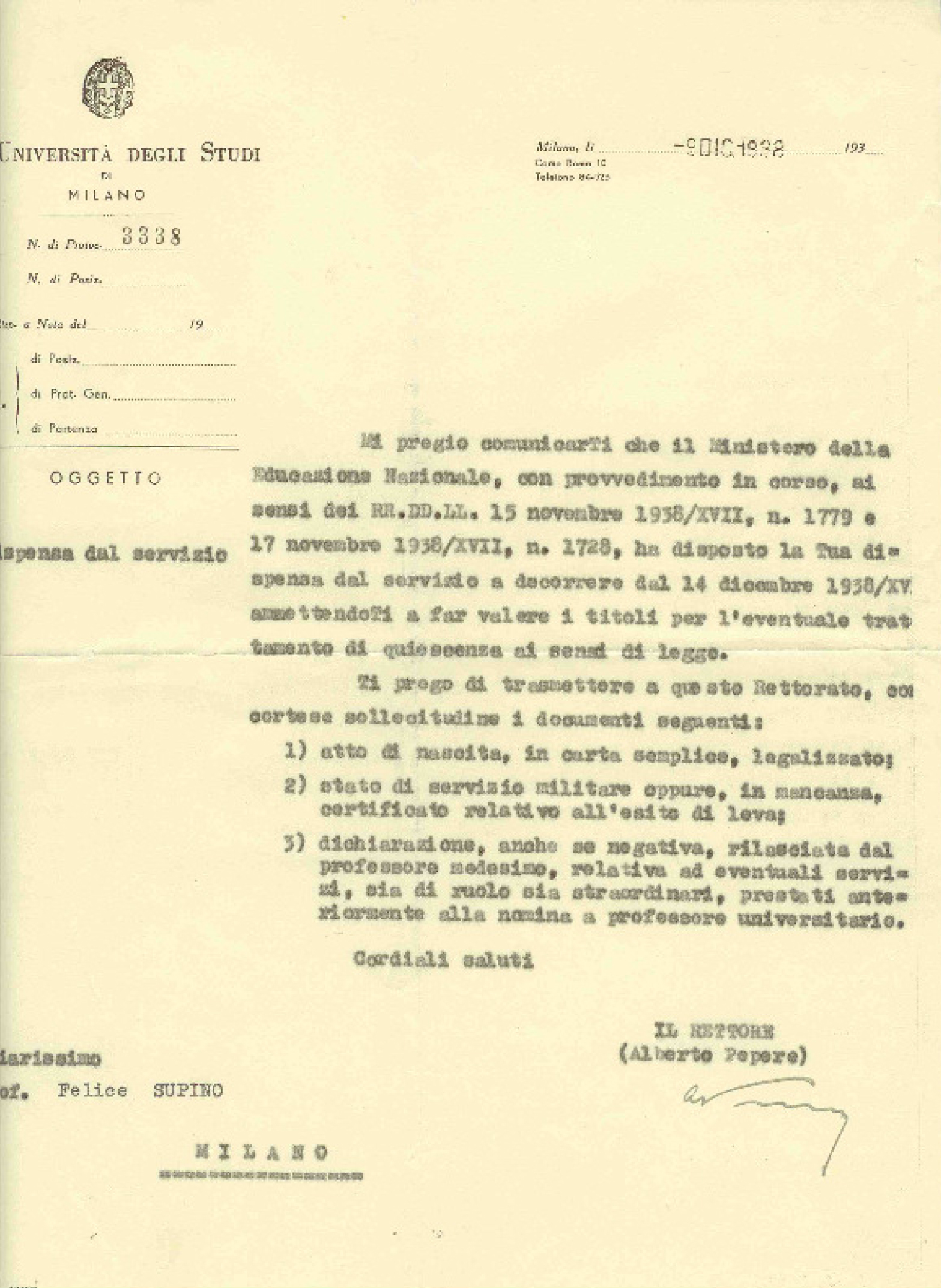
Dispensa dal servizio per leggi razziali

Il 9 dicembre 1938 ricevette una lettera su carta intestata dell'Università di Milano con oggetto “dispensa dal servizio” e senza intestazione, in cui è scritto: "Mi pregio comunicarti che il Ministero dell'Educazione Nazionale con provvedimento in corso, ai sensi del RR.DD.LL. del 15 novembre 1938/XVII, n.1779, e 17 novembre 1938/XVII, n.1728, a titolo “Integrazione e coordinamento in unico testo delle norme già emanate per la difesa della razza nella Scuola Italiana”  ha disposto la tua dispensa dal servizio a decorrere dal 14 dicembre 1938/XV ammettendoti a far valere i titoli per l'eventuale trattamento di quiescenza ai sensi di legge. Ti prego far avere a questo Dottorato certificato di nascita, stato di servizio militare e dichiarazione di servizi prestati anteriormente alla nomina a professore". Firmato Il Rettore: Alberto Pepere. In calce il destinatario della lettera. Quindi dal 15 dicembre 1938, cioè 6 giorni dopo che la lettera era stata spedita, le leggi razziali lo allontanarono da tutti i suoi incarichi. Negli anni della guerra trovò rifugio nelle campagne del Padovano e al termine di essa non gli fu più possibile riprendere la posizione di docente sia per i limiti di età sia perché la sua posizione era occupata da altri. 
È morto a Padova l'8 settembre 1946 a 76 anni.
Il suo successore alla cattedra di Milano (il prof. Silvio Ranzi che lo sostituì nel 1938) lo ricordava come esempio di rettitudine, di attaccamento al dovere e di signorilità. Del Prof. Supino è stato detto: “È autore di più di 100 pubblicazioni che portano una mole considerevole di dati, discussi con larghezza di vedute, e quindi un ottimo contributo all'ittiologia dell'epoca”. Importante è stato il suo “Sommario di zoologia teorico pratica ad uso delle università” edito da Vallardi e rieditato più volte nell'arco di 20 anni.

## Diplomi e onorificenze
I suoi meriti gli sono stati ampiamente riconosciuti. Infatti gli sono stati assegnati: il “Diploma di onore e una targa della Esposizione Internazionale di Risicoltura e Irrigazione di Vercelli” (1912), la nomina di “Socio Corrispondente dell'Accademia dei Georgofili” (1918), fu nominato “Cavaliere del lavoro” nel 1921, “la medaglia d'oro per l'agricoltura dell'Istituto Lombardo di Scienze e Lettere” (premio a quei tempi molto ambito) con un premio di 500 lire all'anno per 3 anni (1922), “il diploma di benemerenza della I esposizione Nazionale di Pesca di Porto S. Giorgio” (1926), la nomina di “membro onorario della Società Svizzera per la Pesca e la Pescicoltura” (1936).

## Contributo all'acarologia

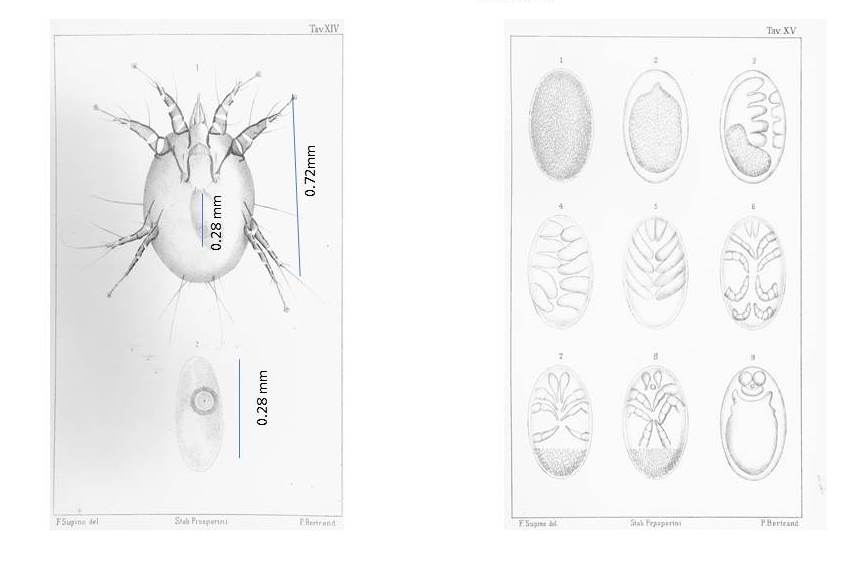
Femmina ovigera e Sviluppo dell'embrione di acaro

Tra il 1894 e il 1899 pubblicò soprattutto lavori embriologici e sistematici sugli acari e sulle zecche per i quali F. Supino era famoso nel mondo. Infatti la maggior parte degli acari da lui descritti provenivano dal lontano est asiatico e, in particolare, dalla Birmania; gli studiosi che li raccoglievano, spedivano a Felice i campioni da studiare e quando una specie non era ancora stata identificata veniva nominata con il suo nome. E il Supino scriveva in una sua pubblicazione di aver ricevuto “molti e svariati campioni di ciascun acaro tali da poter esaminare maschi e femmine, piccoli e adulti, e verificare in ciascun campione le caratteristiche” potendo così fare una classificazione e caratterizzazione scientificamente validi. Evidentemente il Supino riceveva di routine campioni dall'Asia (dove lui non è mai andato) indicando la grande fama e stima di cui egli godeva nel mondo intero. 
Suoi sono questi disegni, ripresi dal testo “Embriologia degli acari” , edito da Prosperini (Padova) nel 1894, in cui F. Supino descrive lo sviluppo degli acari dall'uovo fino allo sviluppo dell'embrione con evidenza delle mandibole e delle 4 paia di arti con commenti sulla filogenesi di tali specie.

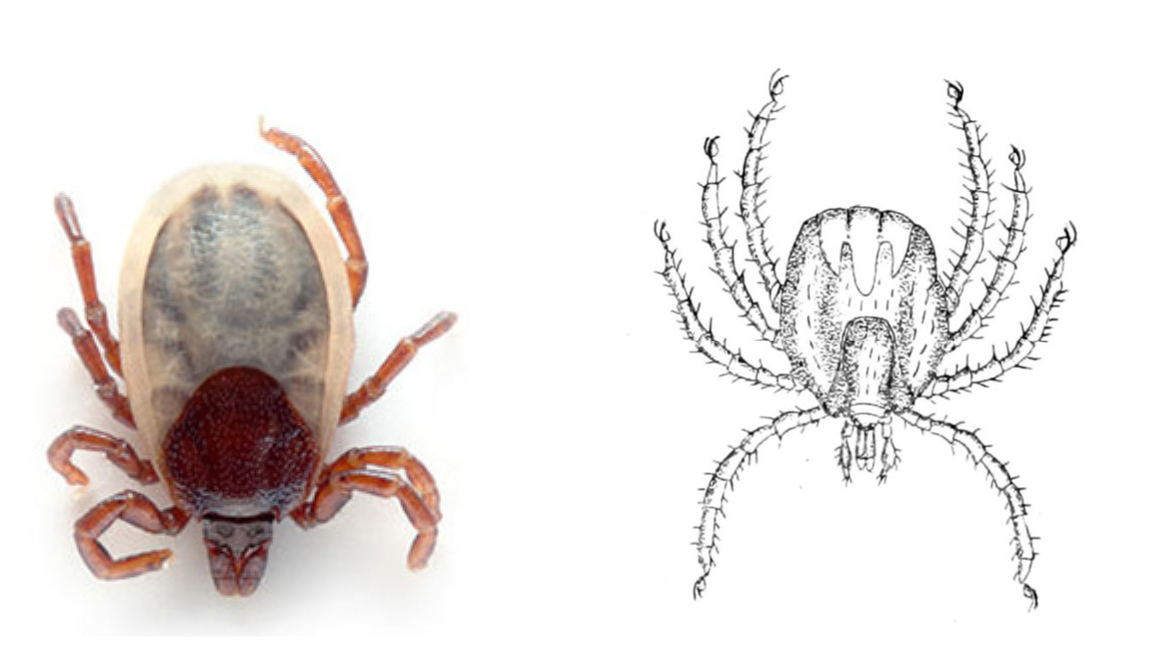
Ixodes Granulatus Supino

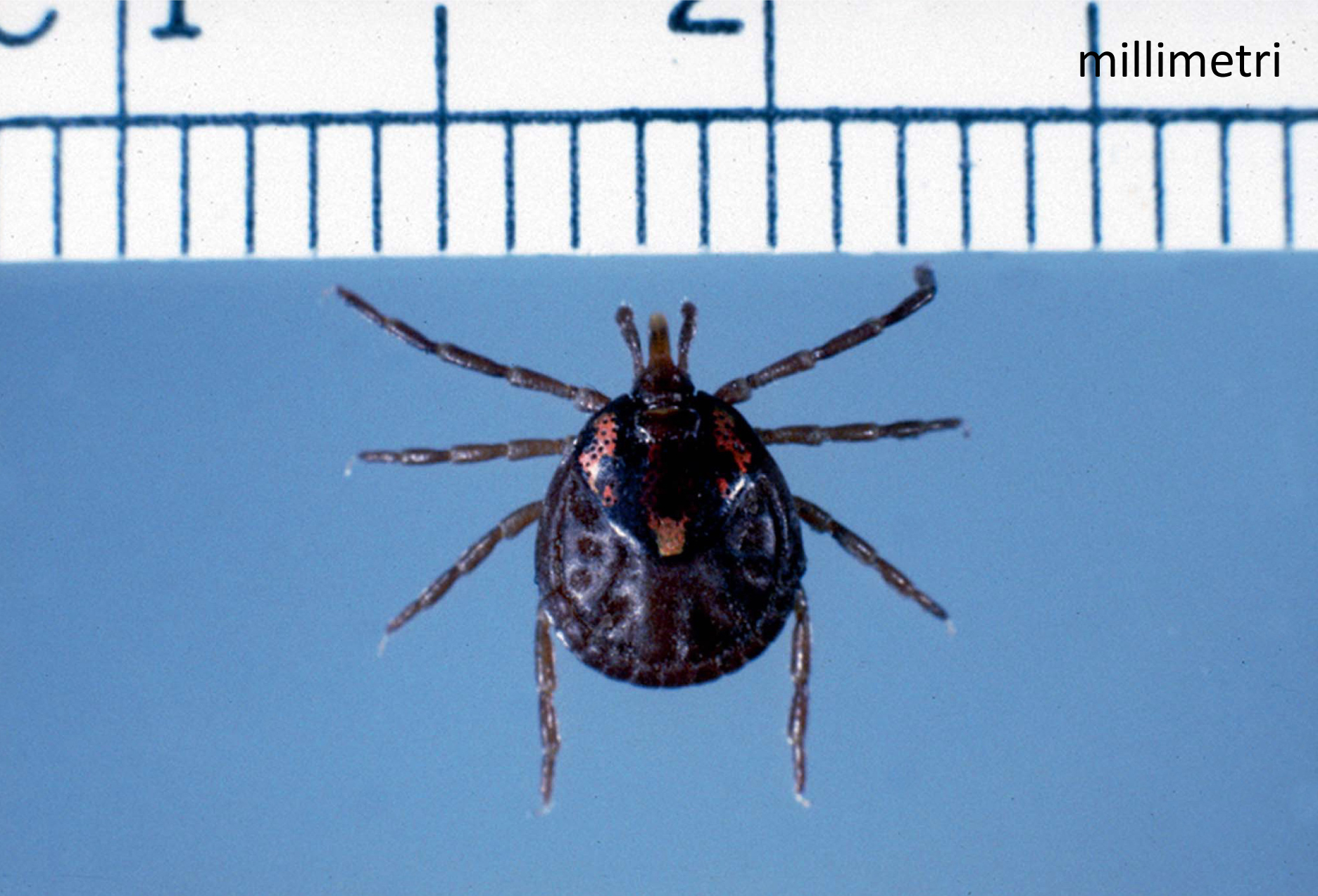
Amblyomma Supinoi

Questi sono gli acari che Felice Supino ha studiato e classificato:
1. Amblyomma javanense - Supino, 1897
2. Amblyomma (Aponomma) varanense - Supino, 1897
3. Dermacentor auratus - Supino, 1897
4. Haemaphysalis asiatica - Supino, 1897
5. Haemaphysalis birmaniae - Supino, 1897
6. Haemaphysalis canestrinii - Supino, 1897
7. Haemaphysalis hystricis - Supino, 1897
8. Ixodes granulatus - Supino, 1897
9. Rhipicephalus haemaphysaloides - Supino, 1897
10. Amblyomma supinoi - Neumann, 1904

Cinque di queste specie sono state scoperte, morfologicamente descritte e nominate dal Supino e sono ancora inserite nel genere a cui lui le aveva assegnato.
Sebbene Felice Supino lavorasse in un tempo in cui gli studi sugli acari erano nella loro infanzia, vale la pena di segnalare che a tutt'oggi, anche dopo 117 anni, 9 nomi di acari dati da Felice restano ancora validi e utilizzati confermando che lui è stato il primo a classificarli e li ha classificati in modo tuttora riconosciuto valido. Questo indica che il Supino aveva un ottimo occhio tassonomico. 
È significativo anche il fatto che una 10ª specie (Amblyomma supinoi Neumann, 1904) è stata nominata in suo onore dal grande acarologo francese LG Neumann di Toulouse.

## Contributo all'ittiologia
A partire dal 1900, il Supino approfondì gli studi di ittiologia sotto vari punti di vista: strettamente scientifico (morfologia e biologia dei pesci), malattie dei pesci, polizia sanitaria dei pesci, ibernazione di vertebrati eterotermi, ambientale, rapporto di equilibrio di mercato e rigenerazione, introduzione di nuove specie animali e la necessità di un buon acquario per non far soffrire gli animali. Più di 100 lavori sono stati pubblicati su questo vasto argomento (v. Pubblicazioni). Nel discorso inaugurale (1908) della Stazione di Biologia e Idrobiologia applicata e dell'annesso Acquario di Milano, di cui Supino era appena stato nominato direttore, egli denunciò “l'importanza economica di una piscicoltura sviluppata su solide basi biologiche”. 

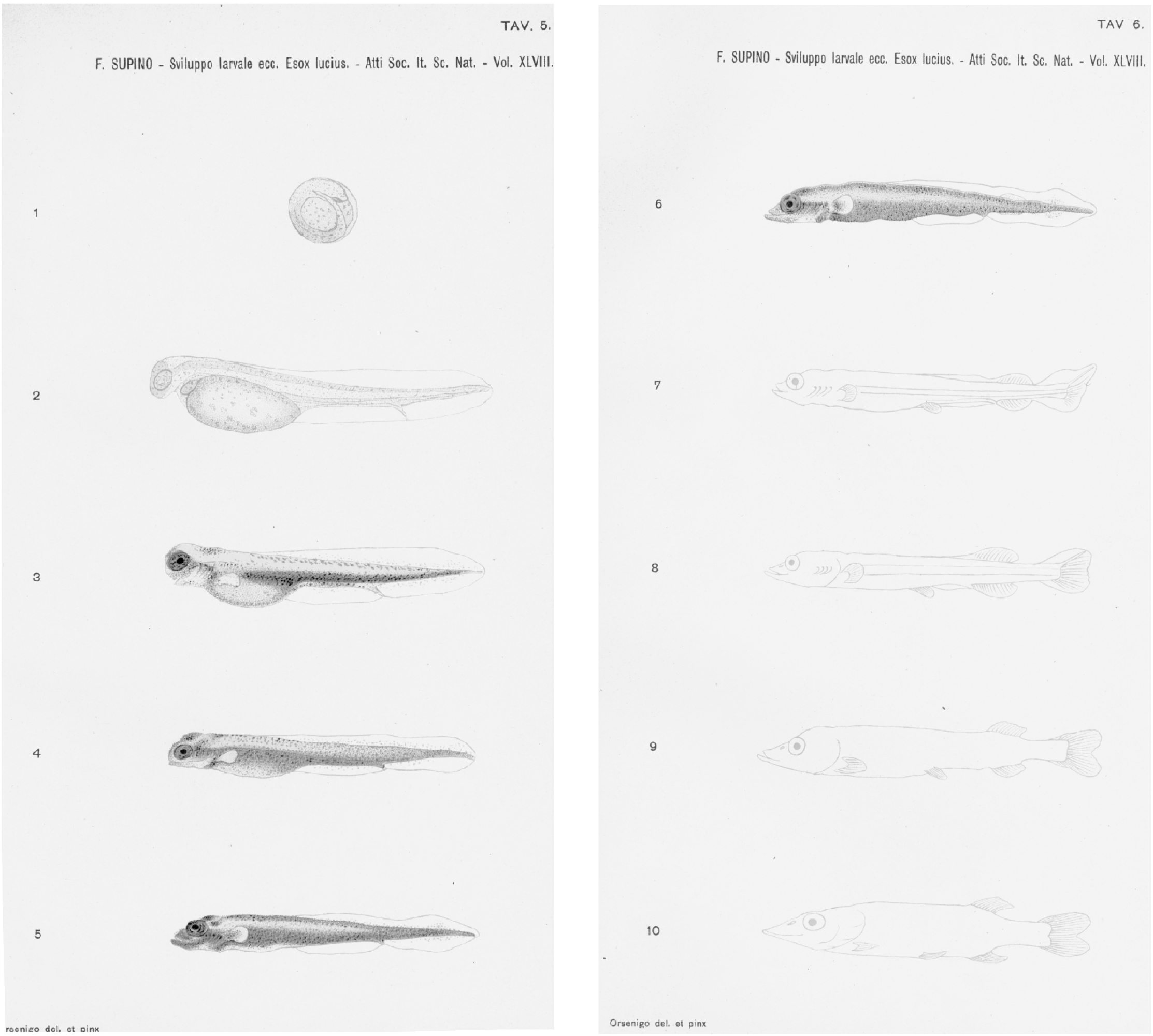
Sviluppo Larvale del Luccio. Tratto da Sviluppo larvale e biologia dei pesci delle nostre acque dolci (1909)

Agricoltura e piscicoltura, ovulazione e fecondazione artificiale o forzata dei pesci, nemici e malattie dei pesci, leggi sulla pesca e norme per i guardiapesca, sulla lunghezza minima dei pesci e i relativi divieti di pesca, sulla pesca di frodo e la frode nel commercio del pesce, sullo sviluppo della nostra industria della pesca, sulla introduzione di nuove specie di pesci in Italia con valutazione degli effetti dei pesci già introdotti sull'ambiente, sulla costruzione e il mantenimento di un acquario semplice ma sicuro, le norme per la sorveglianza del commercio dei prodotti ittici e altri argomenti affini sono l'oggetto di più di 100 pubblicazioni, relazioni, conferenze pubblicati in varie riviste scientifiche che lo portarono a ricevere l'ambito riconoscimento della medaglia d'oro triennale per l'Agricoltura nel 1922.

L’età dei pesci si determina dai cerchi che si formano sulle squame, che aumentano 1 ogni 23 giorni circa e quindi 16 all’anno.

La determinazione dell’età nei pesci: da una raccolta di dati ed uno studio proprio del Supino, il Supino ci mostra questi disegni (foto) e ci spiega che l’età dei pesci si determina, come quella delle piante, dai cerchi che si formano sulle squame, che aumentano 1 ogni 23 giorni circa e quindi 16 all’anno. La crescita dei pesci è maggiore d’estate che d’inverno e quindi la distanza tra le strie è diversa. Le strie comunque aumentano dalla nascita fino alla morte dell’animale.
La cura della prole nei pesci: Nella maggior parte dei casi i pesci abbandonano le uova appena fecondate e non se ne occupano più, magari fanno attenzione a depositarle in zone o anfratti adatti al loro sviluppo e protetti dalle correnti e da altre specie che potrebbero mangiarli. Ma non è cosi per tutti!
Ad esempio le trote costruiscono delle collinette di ghiaia nelle quali la femmina deposita le uova e il maschio le fa la guardia.
Il macropodus, un pesciolino cinese che usiamo a scopo ornamentale, il maschio forma un nido con bollicine di schiuma che produce con il muco salivare; qui pone le uova appena deposte dalla femmina e le sorveglia fino alla schiusa e anche dopo se qualche piccolo per caso ne fosse uscito. Appena sono in grado di provvedere a se stessi, il padre li abbandona e può succedere che se li mangi.
L’Arius “cova lui stesso le uova nella cavità bucco-faringea o al di sotto delle branchie. La Paratilapia dell’Egitto il maschio con piccoli colpi agli organi sessuali eccita la femmina che depone 3 o 4 uova, quindi la femmina eccita allo stesso modo il maschio che emette lo sperma e le feconda. La cova (30-40 uova) avviene nella bocca della femmina.
L’Heros facetus del Brasile prima pulisce il fondale, poi distribuisce bene la sabbia in modo da formare una o più fossetta. La femmina depone le uova in altro luogo e poi a turno si pongono sopra agitando le pinne per rendere l’acqua movimentata e ossigenata. Dopo 8 giorni le uova schiudono e sia il maschio che la femmina le prendono in bocca e le portano in quelle fossette. Ogni sera i genitori gli cambiano di fossetta e questo continua finche i piccoli sono in grado di nuotare per proprio conto.
In alcuni  casi le uova (Aspredo) sono attaccate alla faccia ventrale della madre lungo tutto il corpo mediante un peduncolo che serve alla nutrizione, in altri (Nerophis) le uova sono fissate al ventre del maschio o addirittura in una borsa sottocaudale dove avviene la “cova”.
Negli Hyppocampus il maschio ha una borsa dove la femmina depone le uova, quivi si schiudono e restano i piccoli finche sono in grado di fare una vita libera.
Infine lo Spinarello: il maschio costruisce un vero e proprio nido con radici, detriti vegetali, fuscelli ed altro e lo cementa con fango e muco. Poi con moine (e talvolta con aculei e un po' di..…violenza) spinge la femmina ad entrare nel nido e a deporre le uova. La femmina esce, il maschio feconda le uova poi arriva altra femmina e altra fecondazione, finche il nido è pieno di uova. Quindi il maschio si mette a guardia e protegge e difende con accanimento i piccoli finché questi non sono indipendenti. Quindi, nei casi in cui c’è accudimento della prole, è quasi sempre il maschio a fare la “cova” e la guardia, mentre la femmina se ne va.

### Studi sulle carpe
Importanti sono i suoi studi sulla carpa (accrescimento, alimentazione, sonno invernale, riproduzione nella risaia etc) che portano all'introduzione delle carpe nelle risaie. Il primo esperimento fu nella Cascina Cittadina a Rosate. Egli creò il termine “Piscicoltura agricola” cioè una pratica che introduce il pesce nel ciclo colturale agrario. I terreni irrigui della risaia, con ritmo alterno sommersi e prosciugati durante l'anno, si adattano bene al ciclo biologico della carpa che si accresce in estate e ha una stasi invernale. D'altra parte la risaia, ricca di insetti e crostacei, ma anche di alghe e altri vegetali è un pascolo ideale per questi pesci. E questo sistema non richiede lavoro né spese supplementari per il coltivatore che, anzi, non deve preoccuparsi dell'alimentazione dei pesci. Al taglio del riso, le carpe vengono raccolte e poste in canali o rogge dove restano per l'inverno. Alla stagione successiva le carpe sono reimmesse in risaia coincidendo esattamente il periodo di coltura del riso con quello di sviluppo e alimentazione della carpa. Le difficoltà poste dai risicoltori furono fortissime perché temevano che il pesce mangiasse la piantina del riso. Ma il Supino riuscì a dimostrare che la presenza delle carpe, non solo manteneva pulita la risaia economizzando sulla mondatura, ma anche, con lo sbattimento delle code, arieggiava l'acqua della risaia portando giovamento alla risaia stessa. Questo sistema fu utilizzato fino a tempi recentissimi, quando furono introdotte le macchine per la raccolta del riso. Vale la pena di sottolineare anche l'utilità di questo tipo di allevamento nel periodo della grande guerra (1915-1918) e nell'immediato dopoguerra alle mense della popolazione rurale e meno abbiente!!.

## Opere
- Felice Supino, Sommario di zoologia teorico-pratica, ad uso delle Università; con prefazione [di] Giovanni Canestrini, Milano, Casa Editrice dott. Francesco Vallardi, 1897
- Felice Supino, La carpa : cenni biologici e pratici, Milano, Società agraria di Lombardia, 1911
- Felice Supino, Idrobiologia applicata, Milano, Ulrico Hoepli editore libraio della Real Casa, 1914
- Felice Supino, pesci d'acqua dolce d'Italia, Milano, U. Hoepli, 1916
- Felice Supino, Piscicoltura pratica, Milano, U. Hoepli, 1917
- Felice Supino, Piscicoltura pratica - Edizione:Seconda edizione interamente rifatta con 106 figure e 15 tavole fuori testo, Milano, U. Hoepli, 1932
- Felice Supino, Gli abitatori del mare e delle acque dolci, Milano, Federazione italiana delle biblioteche popolari, 1923
- Felice Supino, L'acquario: manutenzione e funzionamento, Milano, U. Hoepli,  1926
- Felice Supino, Allevamento della carpa a specchi: con cenni sulla tinca, persico-trota, trota iridea , Milano, U. Hoepli, 1924
- Felice Supino, La sorveglianza sul commercio dei prodotti della pesca, Milano, U. Hoepli, 1928
- Felice Supino, Per lo sviluppo della nostra industria della pesca, Bologna, Zanichelli, 1920
- Pugliesi E. ,Felice Supino, Il nuovo giardino zoologico: cento tavole riprodotte dal vero da fotografie appositamente eseguite di animali viventi / testo spiegativo di E.  Milano, U. Hoepli,
- Felice Supino, Il cranio dei pesci  Roma, B. Lux editore, 1907
- Felice Supino, La legge sulla pesca e il regolamento generale sulla pesca fluviale e lacuale / con note illustrative del prof. Felice Supino, Casale Monferrato, Tip. G. Lavagno, 1916

Pubblicazioni del Prof. Felice Supino acarologo: Embriologia degli acari (1894); Contribuzione all'acarofauna dell'Ungheria (1894); Embriologia degli Acari  (1895); Considerazioni sulla sistematica degli ixodes (1897); Nuovi Ixodes della Birmania (1897); La vita degli acari (1911); Osservazioni sopra l'anatomia degli pseudo-scorpioni (1899); Osservazioni sopra fenomeni che avvengono durante lo sviluppo post-embrionale della Calliphora erythrocephala (1900)
Pubblicazioni del Prof. Felice Supino di argomento vario:
Sulla struttura del frutto dell'ilex aquifolium (varieta a. spinosum) (1892); Crani peruviani antichi (1895); Considerazioni sulla teratogenia sperimentale (1896); Ricerche sulla struttura del polmone negli Uccelli (1897); Esame batteriologico dell'acqua di Due-ville (1893);  Osservazioni intorno ad un caso Speciale di otocefalia. Pubblicazione:Padova: Stab. Tip. Prosperini, 1895
Descrizione fisica:8. p. 18, con Tavola.
Pubblicazioni del Prof. Felice Supino ittiologo: 

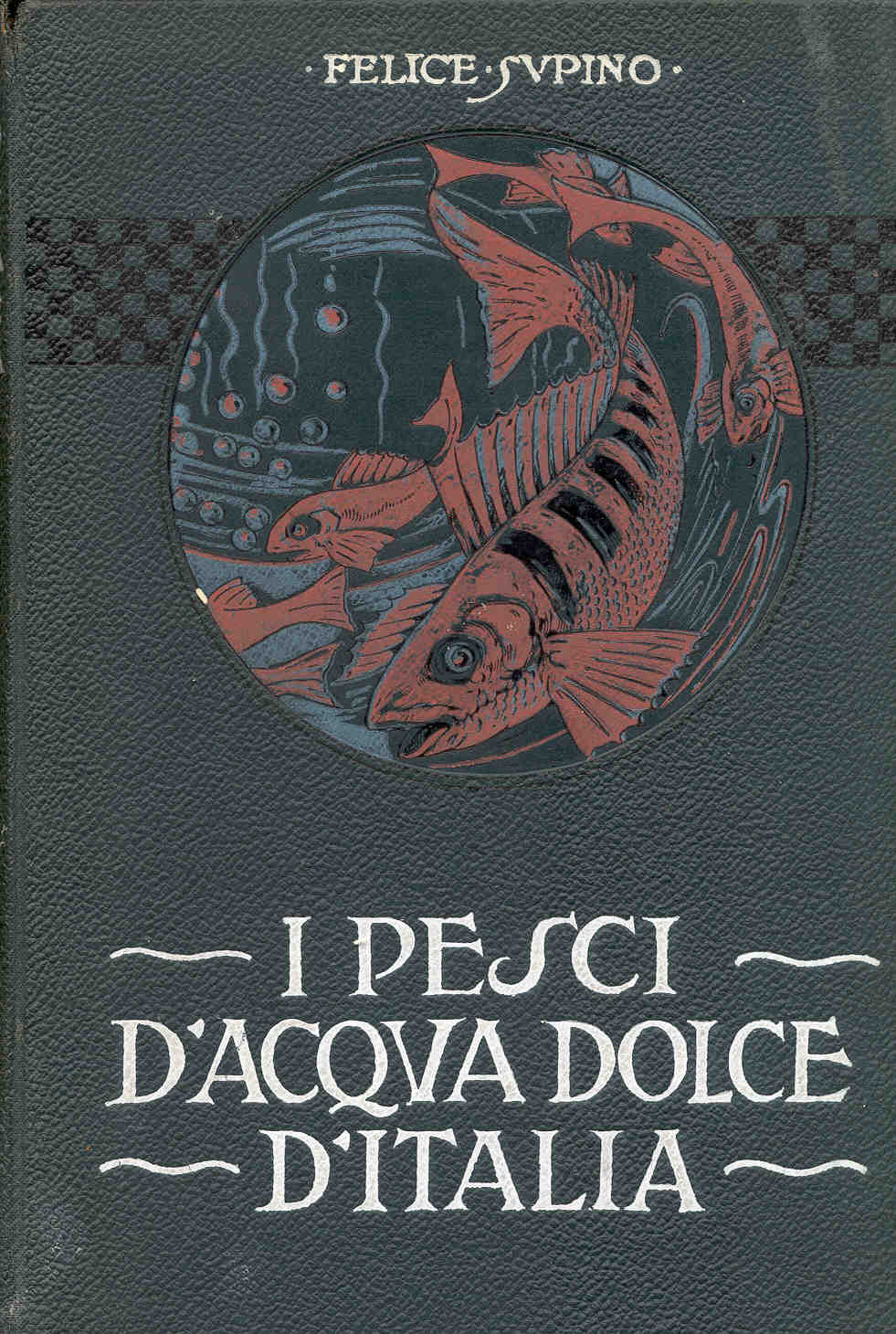

Idrobiologia applicata (1989); Contributo alla conoscenza delle terminazioni nervose nei muscoli striati dei Pesci (1898); Sopra una Filaria dell'occhio umano (1900); Ricerche sul cranio dei Teleostei: Macrourus, Scopelus, Chauliodus, Argyropelecus, Pomatomus, Hoplostethus, Ruvettus (1901-1902) ; Contributo allo studio del tessuto osseo dell'Orthagoriscus (1904); Il cranio dei Teleostei in rapporto al loro genere di vita (1904); Morfologia del cranio dei teleostei, Percidae Berycidae Trichiuridae Triglidae Plectognathi Lophobranchi (1904-6); Il Chlopsis bicolor Raf  (1905); Il Saurenchelys cancrivora Peters (1905); Il Todarus Brevirostris Gr. e Cal. (1905); Il cranio dei pesci (1907); Osservazioni sopra i corpi post-branchiali dei pesci  (1907); Osservazioni sul numero di nervi occipito-spinali dei Teleostei (1907); La maturità sessuale nei murenodi (1908); I così detti pesci antimalarici (1908); La zoologia nelle sue applicazioni (1908); Morfologia del cranio e note sistematiche e biologiche sulle famiglie trachinidae e pediculati (1908); Note biologiche sugli agoni (1908); Un semplice e sicuro apparecchio di riscaldamento per acquario da studio (1908); Idrobiologia e piscicoltura (1909); Sviluppo larvale e biologia dei pesci delle nostre acque dolci. Esox Lucius 1 (1909); La carpicoltura nelle risaie I (1909); Allevamento di carpe in risaia : Relazione intorno alla gara bandita nel 1910 dalla società agraria Lombarda d'accordo con la stazione idrobiologica (1910); Influenza delle luci colorate sullo sviluppo delle uova di trota (1910); La carpicoltura nelle risaie I (1910); La carpicoltura nelle risaie II (1910); La carpicoltura nelle risaie III (1910); Sviluppo larvale e biologia dei pesci delle nostre acque dolci. 2. *Salmo lacustris e salmo carpio / (1910); La carpa : cenni biologici e pratici (1911 e 1913); Il sonno invernale e l'alimentazione della carpa (1911); Cenni morfologici e biologici sopra alcuni percoidi (Persico-trota, Persico-sole, Sandra)  (1912); Allevamento di carpe di Second'anno in risaia (1912); Allevamento di pesci in risaia (1912); La vita nei mari (1912); La sorveglianza sul commercio del pesce (1912); La stazione idrobiologica di Milano (1912); Sommario di zoologia teorico pratica ad uso delle università. Ed. Vallardi (1912); Alcune note pratiche sull'allevamento dei pesci in risaia (1913); L'allevamento della carpa nelle risaie italiane (1913); La piscicoltura nelle regioni risicole (1913); La riproduzione della carpa a specchi nelle risaie (1913); Ancora sulla riproduzione della carpa a specchi in risaia (1914); Idrobiologia applicata (1914); L'allevamento della trota iridea (1914); La carpa a specchi in risaia e negli stagni (1914); Morfologia del cranio del Calamoichthys Calabaricus (1914); Sopra l'alimentazione e la struttura dello stomaco dei pesci (1914); Allevamento delle tinche nelle risaie (1914); L'allevamento della carpa a specchi nelle risaie (1915); Osservazioni sulla struttura del mesenteron in alcuni insetti (1915); La legge sulla pesca e il regolamento generale sulla pesca fluviale e lacuale (1916); Le lunghezze minime e i divieti di pesca (1916); Osservazioni sopra alcuni insetti delle risaie (1916); Pesci d'Acqua Dolce d'Italia (1916); La carpa : cenni biologici e pratici con notizie sull'allevamento di altri pesci (1917); Piscicoltura pratica (1917); Rapporto tra peso e dimensioni nella carpa a specchi (1917); Agricoltura e piscicoltura (1918); Il dentex gibbosus Cocco (1918); La lunghezza minima e i divieti di pesca (2 ed) (1918); Mortalità di carpe affette da ciclochetiasi (1918); Note ittiologiche (1918); Malattie dei pesci (1919); Per lo sviluppo della nostra industria della pesca (1920); Gli abitatori del mare e delle acque dolci (1923); L'acquario : manutenzione e funzionamento (1926); La endoxidina e la metamorfosi degli axoloti (1927); Casi di rigenerazione di arti in axoloti (1929); Ancora sui parassiti animali in pesci e gamberi osservati in Lombardia (1931); Considerazioni generali sui pesci d'acqua dolce d'Italia (1930); Pesca e alimentazione (1930); Sull'introduzione in Italia di nuove specie di pesci (1930); I pesci ornamentali (1931); Ancora sui parassiti animali in pesci e gamberi osservati in Lombardia (1931); Piscicoltura pratica (1932); Note sulla fauna delle risaie (1932); Primi risultati degli studi sulla fauna nelle risaie (1932); Determinazione sistematica dei pesci d'acqua dolce d'Italia (1933); La stereofotografia scientifica (1933); Le cure per la prole nei pesci (1934); Note di pesca - Ripopolamento delle acque dolci (1934); Note di pesca – L'allevamento dei muggini in acqua dolce (1935); Osservazioni sul Belone Acus (1935); Pesca di frode e frodi in commercio (1935); Osservazioni sulla determinazione dell'età dei pesci (1936).